# Guy Revell
Guy John Revell  (Toronto, Ontário, 2 de agosto de 1941 – Coquitlam, Colúmbia Britânica, 11 de março de 1981) foi um patinador artístico canadense, que competiu em provas de duplas. Ele conquistou uma medalha de bronze olímpica em 1964 ao lado da parceira Debbi Wilkes, e uma medalha de bronze em campeonatos mundiais.
Tendo relativamente pouca educação formal, Revell teve dificuldades de se adaptar à vida após o fim da sua carreira e cometeu suicídio em 1981.

## Medalha olímpica
Os medalhistas de prata originais nas duplas, Marika Kilius e Hans Jürgen Bäumler, da Alemanha Ocidental, tiveram suas medalhas retiradas em 1966 pelo Comitê Olímpico Internacional, assim elevando Debbi Wilkes e Guy Revell para medalha de prata, e a dupla americana Vivian Joseph e Ronald Joseph para a medalha de bronze. Porém em 1987, o COI devolveu a medalha de prata a dupla alemã, porém as demais duplas não foram contatadas ou devolveram as medalhas, e nos registros do COI Wilkes e Revell apareciam com o bronze, e a dupla americana não aparecia entre os medalhistas. Somente em 2013 o COI decidiu oficialmente que as duplas alemã e canadense vão oficialmente dividir a medalha de prata, e que a dupla americana não terá que devolver o bronze, sendo declarados medalhistas de bronze.

## Principais resultados

### Com Debbi Wilkes
| Resultados                                            | Resultados      | Resultados        | Resultados        | Resultados        | Resultados      | Resultados        | Resultados    | Resultados    | Resultados    | Resultados    | Resultados    | Resultados    |
| Internacional                                         | Internacional   | Internacional     | Internacional     | Internacional     | Internacional   | Internacional     | Internacional | Internacional | Internacional | Internacional | Internacional | Internacional |
| Evento/Temporada                                      | 1958– 1959      | 1959– 1960        | 1960– 1961        | 1961– 1962        | 1962– 1963      | 1963– 1964        |               |               |               |               |               |               |
| ----------------------------------------------------- | --------------- | ----------------- | ----------------- | ----------------- | --------------- | ----------------- | ------------- | ------------- | ------------- | ------------- | ------------- | ------------- |
| Jogos Olímpicos                                       |                 |                   |                   |                   |                 | Medalha de prata  |               |               |               |               |               |               |
| Campeonato Mundial                                    |                 | 11.º              |                   | 4.º               |                 | Medalha de bronze |               |               |               |               |               |               |
| Campeonato Norte-Americano                            | 5.º             |                   | Medalha de bronze |                   | Medalha de ouro |                   |               |               |               |               |               |               |
| Nacional                                              |                 |                   |                   |                   |                 |                   |               |               |               |               |               |               |
| Campeonato Canadense                                  |                 | Medalha de bronze | Medalha de bronze | Medalha de bronze | Medalha de ouro | Medalha de ouro   |               |               |               |               |               |               |
| Campeonato Canadense – Júnior                         | Medalha de ouro |                   |                   |                   |                 |                   |               |               |               |               |               |               |
|                                                       |                 |                   |                   |                   |                 |                   |               |               |               |               |               |               |
| Legenda: Competição não foi disputada nesta temporada |                 |                   |                   |                   |                 |                   |               |               |               |               |               |               |